# Andrea Murez
Andrea "Andi" Murez (29 de janeiro de 1992) é uma nadadora israelense–estadunidense.

## Carreira

### Rio 2016
Murez competiu nos 100 m livre feminino nos Jogos Olímpicos de Verão de 2016 representando Israel, sendo eliminada nas eliminatórias.